# Thomas Howard (pirate)
Pour les articles homonymes, voir Thomas Howard.
Thomas Howard est un pirate anglais de la fin du XVIIe siècle et du début du XVIIIe siècle. Il est surtout connu pour son activité dans l'océan Indien et la mer Rouge aux côtés de George Booth et John Bowen. Il a commandé le Prosperous, un navire de 36 canons dont il s'était emparé. Il se retira de la piraterie et s'installa à Rajapur, en Inde, où il épousa une Indienne. Il fut assassiné par la famille de celle-ci.